# بلباشير (نواصر)
بلباشير هو دُوَّار يقع بجماعة سيدي بوزيد الركراكي، إقليم شيشاوة، جهة مراكش آسفي في المملكة المغربية. ينتمي الدوّار لمشيخة نواصر التي تضم 20 دواوير. يقدر عدد سكانه بـ 415 نسمة حسب الإحصاء الرسمي للسكان والسكنى لسنة 2004.

## روابط خارجية
- البوابة الوطنية للجماعات الترابية نسخة محفوظة 12 مارس 2018 على موقع واي باك مشين.
- المندوبية السامية للتخطيط